# الحميدية (الشرقية)
قرية الحميدية هي إحدى القرى التابعة لمركز منيا القمح في محافظة الشرقية في جمهورية مصر العربية. حسب إحصاءات سنة 2006، بلغ إجمالي السكان في الحميدية 4444 نسمة، منهم 2296 رجل و2148 امرأة.

## التاريخ
قرية الحميدية من القرى القديمة، حيث وردت باسم «أبو العيال» في أعمال الشرقية ضمن قرى الروك الناصري التي أحصاها ابن الجيعان في كتاب «التحفة السنية بأسماء البلاد المصرية». وفي العصر العثماني وردت باسم «أبو العيال» في التربيع العثماني الذي أجراه الوالي العثماني سليمان باشا الخادم في عصر السلطان العثماني سليمان القانوني ضمن قرى ولاية الشرقية، وفي تاريخ 1228هـ/1813م الذي عدّ قرى مصر بعد المسح الذي قام به محمد علي باشا باسم «أبو العيال» ضمن قرى مديرية الشرقية. تغيّر الاسم سنة 1349هـ/1930م إلى «الحميدية» بطلب من أهلها.